# Leontina (filósofa)
Leontiona (em grego:  Λεόντιον; fl. 300 a.C.) foi uma filósofa epicurista grega.
Ela foi pupila de Epicuro e companheira de Metrodoro de Lâmpsaco.
A informação que existe sobre ela é escassa. Já foi dito que era uma hetera -cortesã ou prostituta. Mas isso advém possivelmente de difamação anti-epicurista ou misoginia da Antiga Grécia.
Por outro lado, as heteras dispunham de uma independência que era negada à maioria das mulheres de uma sociedade dominada pelo machismo. A Escola Epicurista foi atípica pois permitia mulheres e até escravos.
Diógenes Laércio preservou uma carta a qual Epicuro escreveu a Leontiona elogiando-a pelos argumentos bem escritos contra certas filosofias (as quais não são mencionadas nas citações de Diógenes).
De acordo com Plínio ela foi retratada por Aristides de Tebas num trabalho intitulado "Leontiona pensando em Epicuro".
De acordo com Cícero, Leontiona publicou argumentos criticando o famoso filósofo Teofrasto:

Leontina, aquela mera cortesã, teve a audácia de escrever uma resposta a Teofrasto - acredite, ela escreveu elegantemente e em boa linguagem, mas ainda, essa foi uma liberdade que prevaleceu no Jardim de Epicuro.
Plínio também refletiu sobre como seria possível uma mulher escrever contra Teofrasto.